# Doretta's Dream
Doretta's Dream è un singolo della cantante britannica Sarah Brightman, pubblicato nel 1987.

## Il brano
Il brano è basato sull'aria Chi il bel sogno di Doretta, tratta dall'opera La rondine di Giacomo Puccini. Il testo in lingua inglese è stato scritto da Charles Hart.
La canzone fa da tema al film Camera con vista (1985) diretto da James Ivory.

## Tracce
- 7"

1. Doretta's Dream
2. O mio babbino caro